# Paraliparis membranaceus
Paraliparis membranaceus és una espècie de peix pertanyent a la família dels lipàrids.

## Descripció
- Fa 6 cm de llargària màxima.[2][3]

## Hàbitat
És un peix marí i batidemersal que viu fins als 732 m de fondària.

## Distribució geogràfica
Es troba al Pacífic sud-oriental: el sud de Xile.

## Observacions
És inofensiu per als humans.